# Ређоне Сан Ђовани (Алесандрија)
Ређоне Сан Ђовани је насеље у Италији у округу Алесандрија, региону Пијемонт.
Према процени из 2011. у насељу је живело 247 становника. Насеље се налази на надморској висини од 104 м.